# Bad Münder am Deister

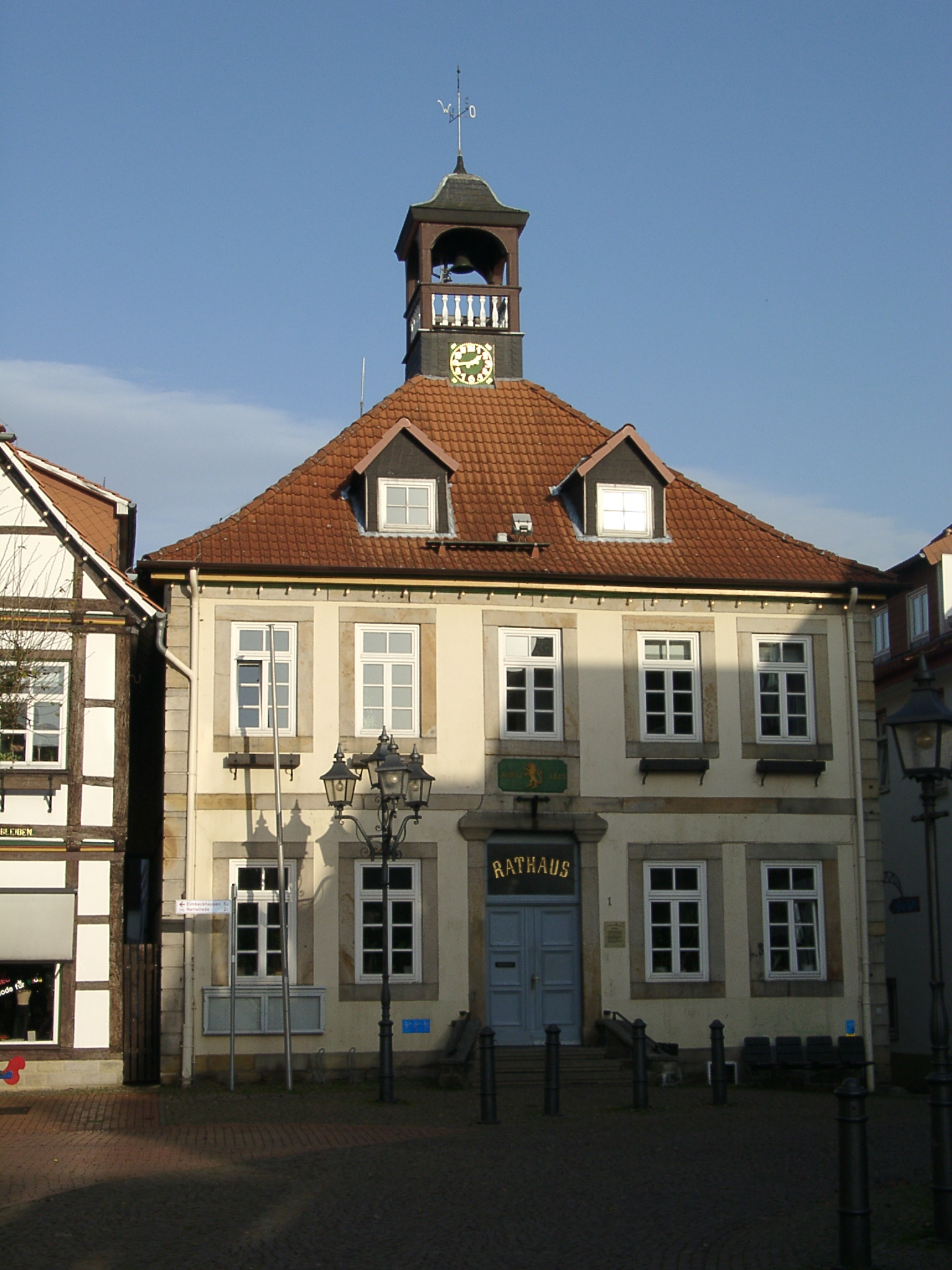
Ratusz

Bad Münder am Deister, Bad Münder – miasto uzdrowiskowe w Niemczech, w kraju związkowym Dolna Saksonia, w powiecie Hameln-Pyrmont. Miasto znajduje się na południowej stronie wzgórza Deister, ok. 15 km na północny wschód od miasta Hameln.